# Antanas Škėma
Antanas Škėma (ur. 29 listopada 1910 w Łodzi, zm. 11 sierpnia 1961 w Pensylwanii) – litewski aktor, reżyser, pisarz i dramaturg. Jeden z najbardziej znanych katastroficznych litewskich przedstawicieli modernizmu XX wieku. Książka Biały całun uważana jest za pierwszą współczesną powieść litewską.

## Życiorys
Urodził się w Łodzi, gdzie jego ojciec został oddelegowany przez władze carskie do pracy w szkole. Matka była Polką, ojciec Litwinem. Na początku I wojny światowej rodzina uciekła do Rosji, gdzie doświadczył traumatycznego dzieciństwa, najpierw w Woroneżu, a następnie podczas rewolucji rosyjskiej na ziemiach dzisiejszej Ukrainy. W 1921 roku powrócili na Litwę. Około 1921 roku matka zapadła na chorobę psychiczną. Antanas uczył się w Gimnazjum Radviliškis Vincas Kudirka, potem w Kauno Aušros gimnazija. W 1929 roku rozpoczął studia medyczne na Uniwersytecie Litewskim w Kownie. W 1931 roku przeniósł się na wydział prawa. W 1935 roku jego zainteresowania skierowały się w stronę teatru i dołączył do studia dramatycznego prowadzonego pod kierunkiem Vladasa Fedotasa-Sipavičiusa, gdzie kształcił się w kierunku aktorstwa i reżyserii. Grał najpierw w Kownie, następnie, od końca 1939 roku do 1944 w Litewskim Teatrze Narodowym w Wilnie.
W 1941 roku wziął udział w powstaniu na Litwie. W 1944 roku wyjechał z sowieckiej Litwy do Niemiec, gdzie, podobnie jak dziesiątki tysięcy jego rodaków na emigracji, spędził kilka lat w obozach dla przesiedleńców. W 1947 roku Škėma opublikował tom opowiadań i napisał pierwsze sztuki.
W 1949 roku przybył do USA, gdzie zarabiał na życie jako robotnik fabryczny i windziarz w jednym z hoteli w Nowym Jorku. Był bardzo aktywnym uczestnikiem i organizatorem litewskiego życia teatralnego w USA i Kanadzie. Napisał wiele artykułów dla gazet i czasopism prasy emigracyjnej i opublikował dwa kolejne tomiki nowel, eseje i wiersze. W 1950 roku, z okazji czterdziestych urodzin pisarza, chicagowska litewska gazeta „Draugas” zamieściła jego autobiografię. Zmarł przedwcześnie, w 1961 roku, na skutek wypadku samochodowego w Pensylwanii.

## Twórczość
Był aktorem i reżyserem, pisał dramaty i opowiadania. W 1947 roku wydał w Wilnie zbiór opowiadań Głownie i iskry (Nuodėguliai ir kibirkštys), jednak jego najbardziej znanym utworem jest powieść z lat 50. XX w. Biały całun (Balta drobulė), która w środowisku emigracyjnym została przyjęta z rezerwą, ponieważ łamała różne tabu, m.in. estetyczne, obyczajowe i narodowościowe. Współcześnie uważana jest za pierwszą i zarazem być może najwybitniejszą litewską powieść modernistyczną, która wydobyła litewską prozę z „zaścianka” realizmu. Powieść zawierającą wątki autobiograficzne Škėma pisał w latach 1952–1954. Pisarz postrzegał siebie jako outsidera, pozbawionego spójnej tożsamości, w tym zwłaszcza jednowymiarowej i dookreślonej samoświadomości narodowej, która mieściłaby się w istniejących i mających społeczne przyzwolenie ramach. Jednym z jego ostatnich utworów była powieść Izaokas, która została wydana już po jego śmierci. We wrześniu 1961 roku powierzył rękopis Vytautasowi Kavolisowi, który przebywał w Ameryce na konferencji organizacji Santaros-Šviesos federacija. Škėma jest jednym z najbardziej znanych katastroficznych litewskich przedstawicieli modernizmu XX wieku. Jest także jednym z prozaików którzy w najbardziej istotny sposób przyczynili się do modernizacji najnowszej litewskiej beletrystyki. Był również jednym z najważniejszych dramaturgów litewskich na emigracji.

## Nawiązania
Loreta Mačianskaitė, doktor nauk humanistycznych, profesor nadzwyczajny, poświęciła Antanasowi Škėmie szereg publikacji, w których analizuje życie pisarza i jego twórczość.
W 2019 roku odbyła się premiera filmu Izaokas w reżyserii Jurgisa Matuleviciusa, który powstał na kanwie powieści Škėmy o tym samym tytule.

## Dzieła
- Głownie i iskry, 1947
- Živilė, 1948
- Šventoji Inga, 1952
- Pabudimas, 1956
- Žvakidė, 1957.
- Balta drobulė, 1958
- Čelesta, 1960
- Izaokas